# Chiesa di San Bartolomeo (Cassiglio)
La chiesa di San Bartolomeo è il principale luogo di culto cattolico di Cassiglio, in provincia e diocesi di Bergamo; fa parte del vicariato di Branzi-Santa Brigida-San Martino oltre la Goggia. Di particolare interesse è la danza macabra risalente alla seconda metà del Quattrocento posta sulla parete laterale dell'edificio, di cui se ne conserva solo un lacerto incompleto.

## Storia
Un edificio di culto fu consacrato nel 1468 dal vescovo Paolo, in nome dell'arcivescovo di Milano Stefano Nardin. Del medesimo periodi si considera che fu raffigurata la danza macabra. La chiesa era sussidiaria di quella di Santa Brigida posta nella località omonima. Ottenne nel 1611 l'autonomia canonicamente riconosciuta con lo smembramento dall'antica chiesa parrocchiale.
La chiesa fu oggetto di ampliamenti che si susseguirono dal 1628 al 1857 che modificarono completamente l'originale struttura. Nel 1901 il vescovo Gaetano Camillo Guindani consacrò il nuovo altare maggiore e fece dono delle reliquie dei santi Faustino, Felice e Pellegrino che furono sigillate nella nuova mensa.
La seconda metà del Novecento furono eseguiti lavori di mantenimento e manutenzione fino al 1994 quando furono eseguiti lavori di restauro della parte esterna. Proprio durante questi ultimi lavori riprese luce l'antico affresco probabilmente eseguito nel 1468 che raffigura la danza macabra di autore ignoto. Il soggetto non è nuovo nelle località, palazzo Milesi presenta la medesima raffigurazione molto ben conservata.
Con decreto del 27 maggio 1979 del vescovo di Bergamo Giulio Oggioni la chiesa fu inserita nel vicariato locale di Branzi-Santa Brigida-San Martino oltre la Goggia.

## Descrizione

### Esterno
L'edificio di culto dal classico orientamento liturgico con abside a est. L'ingresso principale con portale in pietra presenta nella parte superiore una piccola copertura lignea atta a riparare sia l'ingresso che i fedeli. La finestra rettangolare atta a illuminare l'aula ha contorno in pietra arenaria. Un oculo è posto in prossimità del colpo del tetto.
La parete presente il dipinto a fresco della danza macabra attribuita a Angelo Baschenis dei Baschenis d'Averara.
La danza macabra si propone dipinta su due ordini. In quello superiore si individua una morta mummificata si accompagna con i più alti rappresentanti del clero e delle autorità civili. Un papa individuabile dalla tiara, imperatore on una corona come copricapo, uno scettro e il globo del mondo nelle mani seguono poi vari personaggi della nobiltà. L'ordine inferiore è di più difficile lettura essendo molto più ammalorato. Si individua un personaggio femminile accompagnato da uno scheletro con una bionda chioma. dei personaggi femminili e la presenza di scheletri con lunghe chiome bionde. Queste raffigurazioni avevano lo scopo di raffigurarci tutti uguali nella morte, doveva ricordare ai fedeli l'ineluttabilità della fine di ognuno per questo dovevano i fedeli dovevano essere sempre pronti ad affrontare il giudizio finale.